# وحدة إدارة المخزون
وحدة إدارة المخزون (هي ما يُعْرف بالإنجليزية stock keeping unit) وقد تعرف أختصاراً بـ وإم وتُسمى أيضًا وحدة مبيعات المستهلك.
إنها ليست وحدة قياس ولكنها مرجع منتج فريد يستخدم في إدارة المخزون. وهي تُحدِّد مرجعًا عُنصريا (على سبيل المثال علامة تجارية أو نموذج)، بمستوى محدد بشكل يكفي لاستخدامه في الإدارة الدقيقة للأحجام المُتاحة في المخزون.
يتم تحديد كل وحدة من وحدات إدارة المخزون بشكل عام بواسطة رمز، ولكن لا يوجد توحيد قياسي في هذا المجال.